# Budynek niemieszkalny

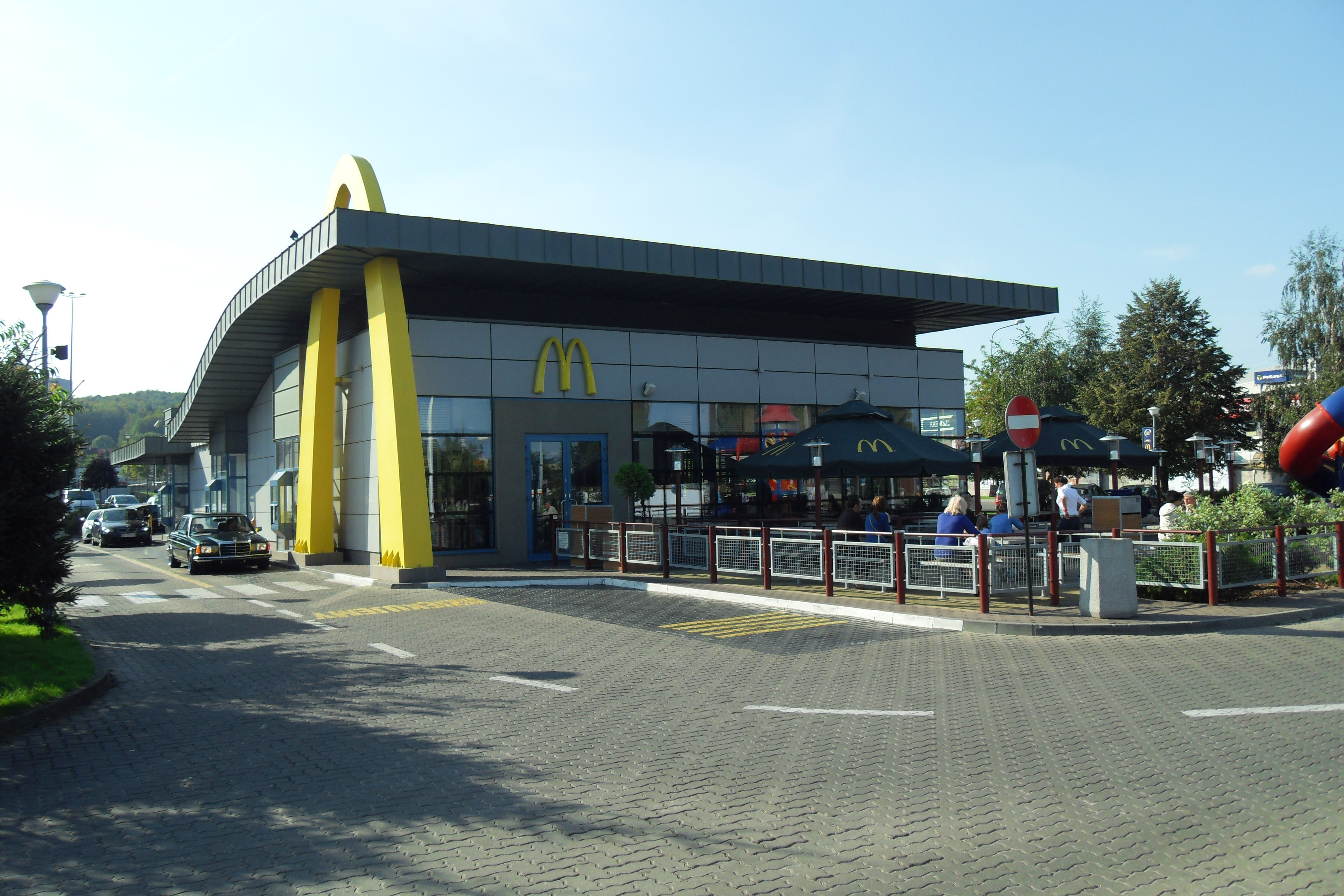
Budynek niemieszkalny

Budynek niemieszkalny – obiekt budowlany wykorzystywany głównie dla potrzeb niemieszkalnych. W przypadku, gdy co najmniej połowa całkowitej powierzchni użytkowej wykorzystywana jest do celów mieszkalnych, budynek klasyfikowany jest jako mieszkalny.